# Roststieliges Samthäubchen
Das Roststielige Samthäubchen (Conocybe tenera) ist eine Pilzart aus der Familie der Mistpilzverwandten (Bolbitiaceae). Der Pilz ist die Typusart der Gattung der Samthäubchen (Conocybe).
Veraltete Synonyme sind Agaricus tener, Derminus tener und Galera tenera.

## Merkmale

### Makroskopische Merkmale
Conocybe Tenera ist ein kleiner, saprobiontisch lebender Pilz. Der Hut ist 1 bis 2,5 cm breit und kegelig bis breit- glockenförmig. Er ist hygrophan. Seine Töne reichen von hellbraun, ockerbraun oder creme bis zimtfarben. Die Farbe verdunkelt sich mit zunehmendem Alter. Im Laufe der Zeit setzt eine Riefung des Hutrandes ein. Vertrocknete Fruchtkörper können blass-gelblich sein. Die Hutoberfläche ist glatt. Die Lamellen sind eng zusammenstehend, schmal und aufsteigend angeheftet. Jung sind sie meist hellbraun oder beige, später dem Hut entsprechend ocker- bis zimtbraun. Lamelletten sind untermischt.
Der zerbrechliche, lange Stiel ist hohl und nahe der Spitze bereift, die Farbe ist mattgelb oder blassbraun. Er weist eine sich windende Riefung auf und ist fein bepudert. In der Länge misst er 4 bis 11 cm, im Durchmesser in etwa 0,15 bis 0,4 cm gleichbleibender Dicke. Einen Ring oder Ringrest gibt es nicht. Die Stielbasis ist teilweise leicht verdickt, aber keinesfalls knollig. Das Fleisch ist zäh, saftig und wirkt glasig. Geruchlich ist der Pilz mild. Der Geschmack geht ins erdig-pilzige.

### Mikroskopische Merkmale
Die recht großen, dünnwandigen Sporen sind gelblich-braun, glatt und elliptisch mit einer apikalen Keimpore. Abmessungen ergeben 11–16 mal 6–8,5 μm. Die Basidien sind 20–26 mal 8–9 μm groß und 4-sporig. Die Cheilozystiden messen etwa 17,5–25 mal 10,7 μm. Caulo- und Cheilozystiden sind lecithiform. Pleurozystiden sind nicht vorhanden. Das Sporenpulver ist hellgelb bis rötlich-braun.

## Ökologie
Der Pilz bewohnt gedüngte Grünflächen wie Wiesen, Felder oder Gärtenrasen und wächst an Wegen. Seltener kommt er in Wäldern vor. Seine Verbreitungsgebiete beschränken sich auf ganz Europa und Nordamerika. Die Wachstumszeit reicht von Mai bis spätestens September.

## Artabgrenzung
Der Pilz wird, wie alle bekannten Conocybe-Arten, als ungenießbar angesehen.
Verwechslungsmöglichkeit besteht mit dem gattungsverwandten Milchweißen Samthäubchen (Conocybe albipes), welches oft vergleichbare Standorte beansprucht, oder dem farblich ähnlicheren Gold-Mistpilz (Bolbitius vitellinus). Eine gewisse Ähnlichkeit weisen auch manche Arten der Gattungen der Ackerlinge (Agrocybe), Düngerlinge (Panaeolus) und Kahlköpfe (Psilocybe) auf, so zum Beispiel der habituell vergleichbare Spitzkegelige Kahlkopf (Psilocybe semilanceata).